# 卡斯尔顿 (北达科他州)
卡斯尔顿（英語：Casselton），是美国北达科他州下属的一座城市。根据2010年美国人口普查，该市有人口2,329人。2011年估计该市有人口2,370人，相对于2010年，增长率为1.76%。